# Retro City Rampage
Retro City Rampage è un videogioco d'azione reso disponibile per il download digitale per Wii, Xbox 360, PlayStation Vita, PlayStation 3 e Microsoft Windows. Il videogioco è una parodia dei videogiochi del passato e della serie Grand Theft Auto. Il videogioco è stato pubblicato dalla D3 Publisher il 9 ottobre 2012.